# Bolivaritettix asperula
Bolivaritettix asperula är en insektsart som först beskrevs av Bolívar, I. 1898.  Bolivaritettix asperula ingår i släktet Bolivaritettix och familjen torngräshoppor. Inga underarter finns listade i Catalogue of Life.